# Doyran, Edremit
Doyran là một xã thuộc huyện Edremit, tỉnh Balıkesir, Thổ Nhĩ Kỳ. Dân số thời điểm năm 2010 là 351 người.